# Fiord Duński
Fiord Duński (duń. Danmark Fjord) – fiord o długości około 230 km położony w północno-wschodniej Grenlandii, na terenie Parku Narodowego Grenlandii. Jego duńska nazwa pochodzi od statku ekspedycyjnego Danmark. Nad fiordem znajduje się duńska baza wojskowa Nord, jeden z najdalej na północ wysuniętych stale zamieszkanych punktów na świecie. 